# Reggenza di Trenggalek
La reggenza di Trenggalek (in indonesiano: Kabupaten Trenggalek) è una reggenza dell'Indonesia, situata nella provincia di Giava Orientale.